# L'Extraordinarium
Albums de Dionysos
Time Machine Experience
(2021)
L'Extraordinarium est un album studio du groupe Dionysos sorti le 3 novembre 2023, où le groupe reprend de nombreux titres de son répertoire avec différents invités. L'album fête les trente ans du groupe. L'album contient également trois titres inédits, enregistrés aux studios ICP de Bruxelles. Il sort en CD et double vinyle. 
L'album s'accompagne d'une tournée L'Extraordinarium, qui passe notamment par le Zénith de Paris. Parallèlement, l'intégrale des livres de Mathias Malzieu sort en livres de poche.

## Chansons de l'album
Toutes les paroles sont écrites par Mathias Malzieu, toute la musique est composée par Stéphan Bertholio, Olivier Daviaud, Élisabeth Ferrer Oupinie, Mathias Malzieu, Michaël Ponton, Éric Serra-Tosio.
| No  | Titre                                               | Durée |
| --- | --------------------------------------------------- | ----- |
| 1.  | Ombrologie (prologue) (avec Last Train)             | 1.11  |
| 2.  | Giant Jack (avec Last Train)                        | 4.21  |
| 3.  | Song for jedi (avec -M-)                            | 4.25  |
| 4.  | I love you (avec Fredrika Stahl)                    | 2.59  |
| 5.  | Vampire de l'amour (avec Aldebert)                  | 3.36  |
| 6.  | Mc. Enroe's Poetry (avec Mademoiselle K)            | 3.54  |
| 7.  | La métamorphose de monsieur Chat (avec Clou)        | 4.13  |
| 8.  | Ciel en sauce (avec Emily Loizeau)                  | 1.12  |
| 9.  | Cloudman (avec François Busnel)                     | 3.54  |
| 10. | Le Chêne (avec Keren Ann)                           | 2.40  |
| 11. | Tokyo Montana (avec Voyou)                          | 3.10  |
| 12. | Vampire en pyjama                                   | 2.46  |
| 13. | Wet (avec Troy Von Balthazar)                       | 2.59  |
| 14. | Tuto pour marcher sur l'eau (avec Bernard Werber)   | 2.42  |
| 15. | Coccinelle (avec Sly Johnson)                       | 4.39  |
| 16. | Don Diego 2000 (avec Arthur Teboul)                 | 2.41  |
| 17. | Poudlard de rien (avec Clou)                        | 3.02  |
| 18. | La naissance de Jack (avec François Busnel)         | 2.07  |
| 19. | Le jour le plus froid du monde (avec Emily Loizeau) | 5.21  |
| 20. | Flamme à Lunettes (avec Olivia Ruiz)                | 5.03  |
| 21. | Neige (avec Emmanuelle Monet)                       | 5.12  |
| 22. | Le cinéma de nos rêves (avec Daria Nelson)          | 3.32  |
| 23. | Épilogue                                            | 0.59  |

## Musiciens

### Principaux musiciens
- Mathias Malzieu : chant, ukulélé, sifflet, guitare folk, harmonica
- Michaël Ponton : guitare électrique, claviers, banjo, timbales, chœurs
- Éric Serra-Tosio : batterie, maracas, chœurs
- Stéphan Bertholio : basse, tambourin, chœurs
- Élisabet Maistre : violon, synthétiseur, clavier, chant, chœurs
- Olivier Daviaud : piano, chœurs, programmations symphoniques

### Musiciens additionnels
-Mathieu Chedid alias -M-